# M. Welte & Söhne
М. Welte & Söhne (рус. М. Вельте и сыновья) — немецкий производитель самоиграющих механических музыкальных инструментов.
Фирма была основана в шварцвальдском городке Фёренбахе в 1832 году Михаэлем Вельте. С 1832 по 1952 годы компания производила самоиграющие механические музыкальные инструменты. С 1832 по 1845 годы фирма была известна под названием Gebrüder Welte, потом — Michael Welte, с 1912 по 1936 годы называлась М. Welte & Söhne GmbH, а позже — OHG.

## История изобретения

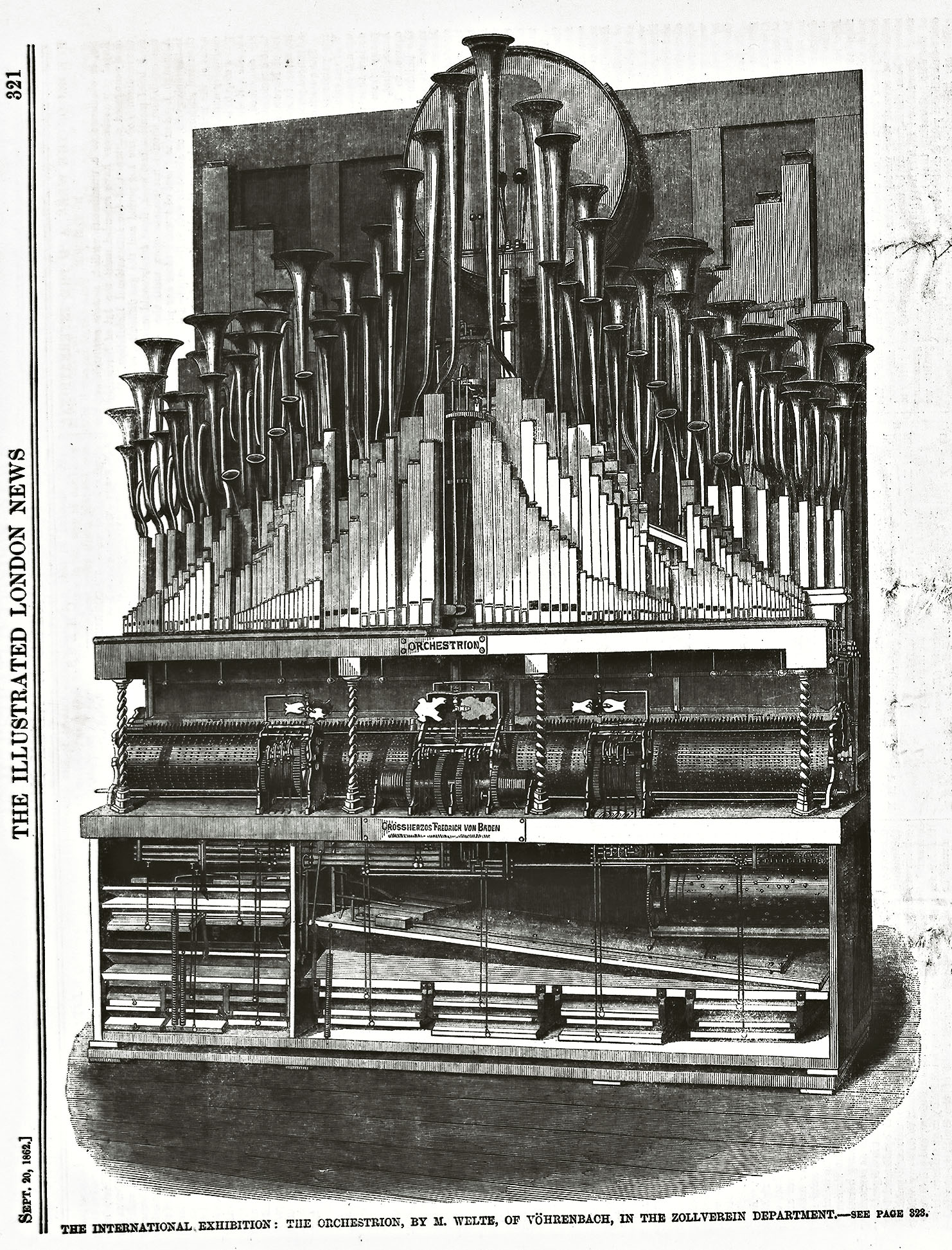
Оркестрион Вельте на Всемирной выставке 1862 года

Михаэль Вельте начинал с производства часов с музыкальным механизмом, которые постепенно становились все более массивными и совершенными. Его музыкальные машины вскоре прославились своим высоким качеством. Существенная часть продукции поставлялась в Россию, но также и во Францию, Англию и США. Вскоре Вельте сосредоточился на производстве и совершенствовании музыкальных механизмов.
В 1845 году Михаэль Вельте получил заказ от господина Штратца из Одессы на изготовление инструмента. Так появился первый оркестрион фирмы Welte, который был призван воспроизводить все голоса оркестра и содержал около 1100 трубок. Создание оркестриона заняло три года, после чего инструмент был представлен публике в парковом павильоне Музыкального общества города Карлсруэ, а затем — во Франкфурт-на-Майне, где в то время проходило Всенемецкое Национальное Собрание.
В 1856 году, по заказу двора Великого герцога Фридриха Баденского, Вельте начал изготовление нового инструмента, работа над которым продолжалась 33 месяца. Великий герцог отправил этот инструмент в 1862 году на Всемирную промышленную и художественную выставку в Лондоне, где инструмент стал одним из самых заметных экспонатов и получил почётную медаль Всемирной выставки.
В 1865 году трое сыновей Михаэля Вельте стали совладельцами фирмы отца. Старший сын Эмиль Вельте уехал в Нью-Йорк, где основал филиал фирмы M. Welte & Söhne. Бертольд Вельте взял на себя руководство фирмой, а Михаэль Вельте-младший работал в качестве техника.

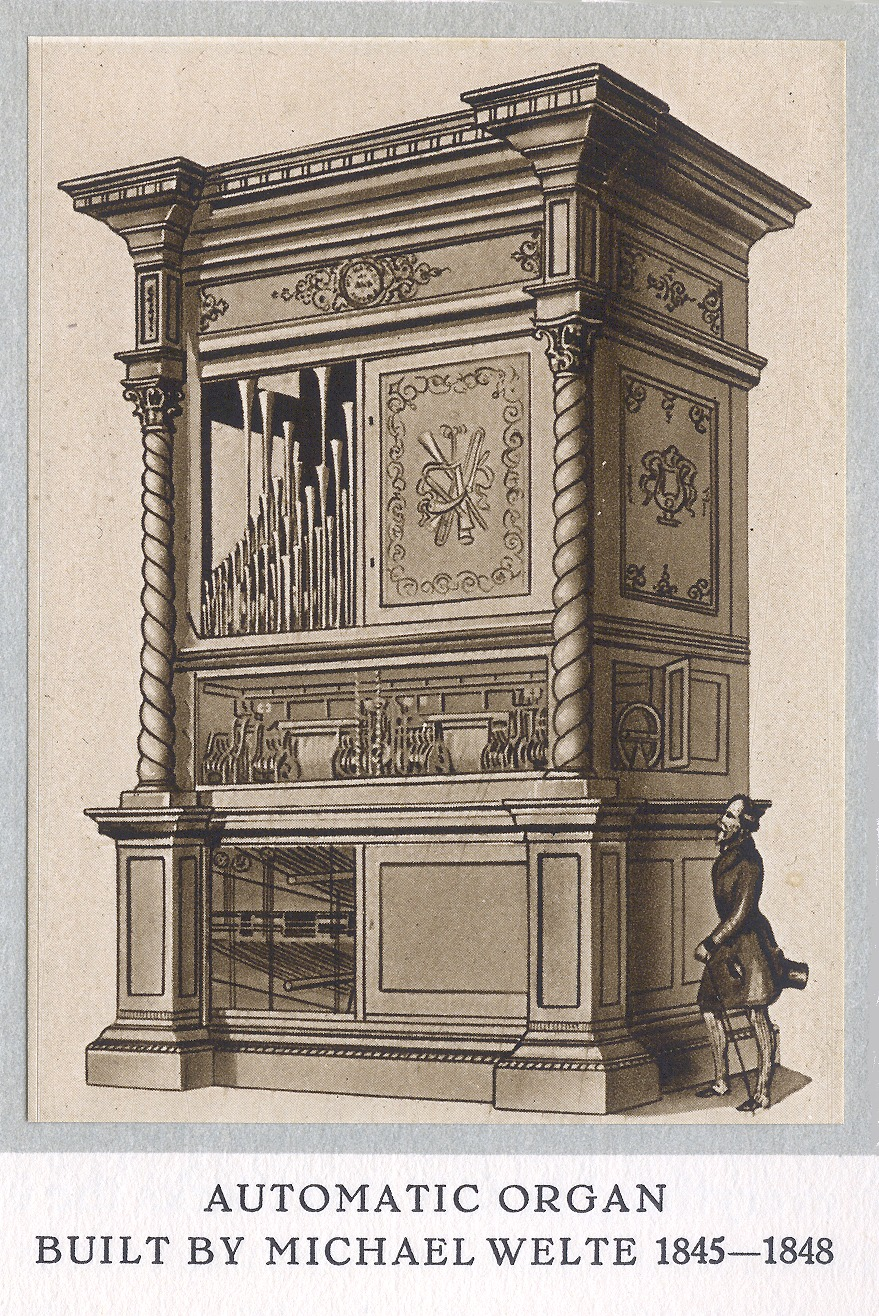
Оркестрион, построенный в период 1845—1848 годах на фирме Михаэля Вельте

В 1872 году фирма переехала из захолустного Фёренбаха во Фрайбург и расположилась в промышленном районе Штюлингер у Главного вокзала. Большим шагом вперёд в совершенствовании инструментов стало изобретение управляющего механизма, состоящего из пробитых бумажных лент, которые использовались до того в качестве замены быстро изнашивающихся валиков, снабженных штифтами. В 1883 году Эмиль Вельте запатентовал его производство. Благодаря этому фирма Welte стала ведущей на рынке. Вскоре музыкальные инструменты Вельте были установлена на всех ледовых и роликовых катках в Соединённых Штатах. Оркестрионы Welte звучали также в европейских королевских домах и во дворце султана Суматры.
В 1890 году совладельцами фирмы Welte стали сын Бертольда Вельте Эдвин Вельте и муж его сестры Карл Бокиш. Благодаря постоянному развитию системы автоматического воспроизведения на основе запрограммированных носителей, фирма стала всемирно известной. В 1904 году процесс воспроизведения музыкальных произведений на механических пианино фирмы Welte был запатентован. Вскоре эти инструменты появились на рынке под названием «Механическое пианино фирмы Welte-Mignon». В качестве звуконосителя в этом инструменте использовались пробитые бумажные ленты, которые получили название «нотных катушек» или «фортепьянных катушек». Это изобретение явилось результатом совместной работы Эдвина Вельте и Карла Бокиша. Инструмент позволил воссоздавать музыкальные произведения, однажды сыгранные пианистом, со всеми присущими ему особенностями стиля и манеры, что стало настоящей сенсацией. С 1912 года появилась новая система механического органа, названная «Welte-Philharmonie-Orgel».

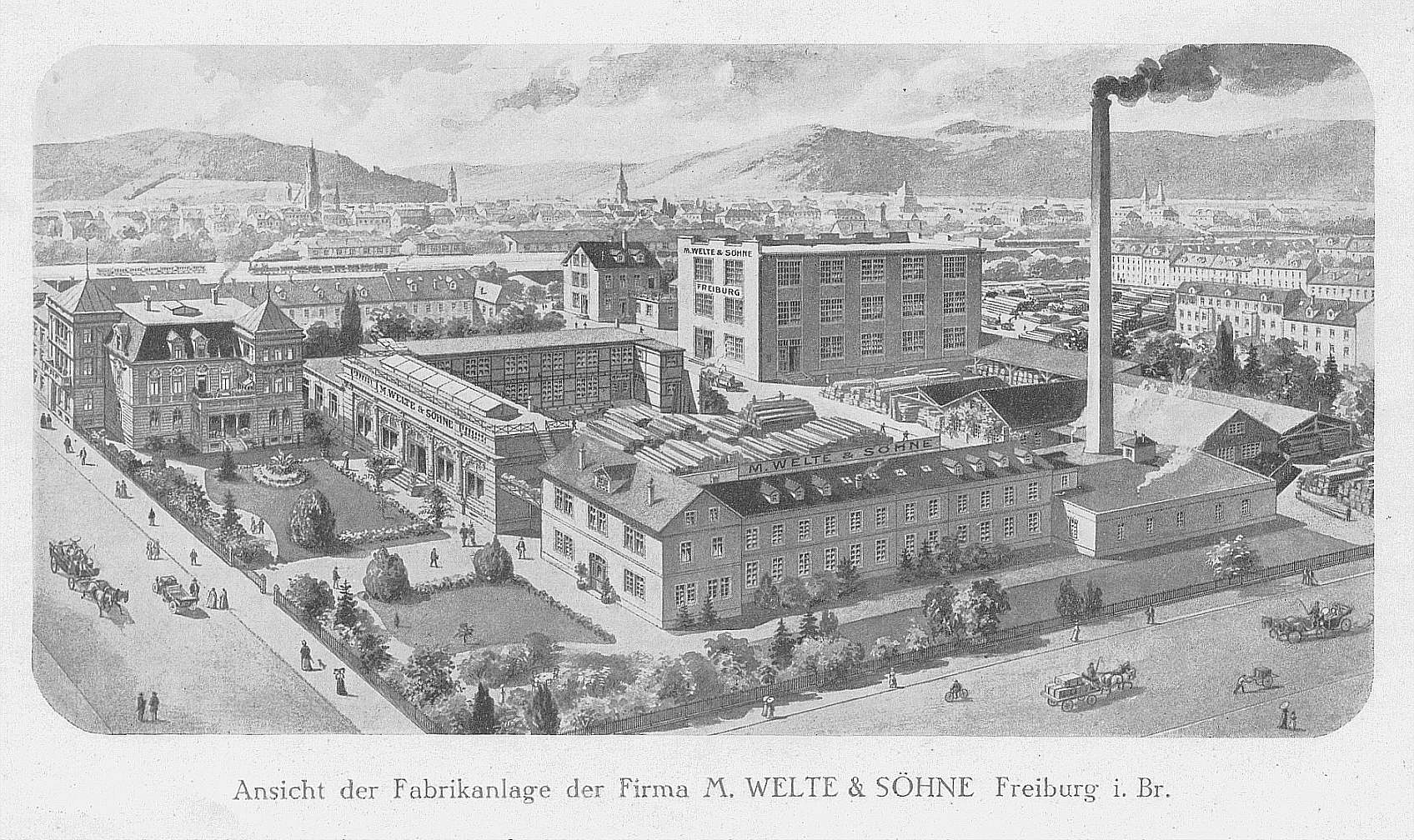
Фабрика M. Welte & Söhne во Фрайбурге в 1912 году

В 1912 году в Нью-Йорке было создано акционерное общество «M. Welte & Sons., Inc.», а также начато строительство фабричного комплекса в Покипси, штат Нью-Йорк. Во время Первой мировой войны американский филиал фирмы был уничтожен, что нанесло ощутимый удар по компании.
С появлением новейших изобретений, таких как радио и электрические проигрыватели, предприятие, изготовляющее сложные инструменты, оказалось к 1926 году на грани разорения. Во всём мире эта отрасль пришла в упадок. Попытка поправить положение производством «кино-органов» или «радио-органов» была обречена на неудачу, так как в этот момент появилось звуковое кино. Заказы на «кино-органы» были отозваны. Один из радио-органов, произведённых в этот период, с 1930 года хранится на Северо-германском радио, в Большом зале передач в эфир.
Инфляция в Германии и мировой экономический кризис ускорили конец фирмы. В 1932 году фирма сумела избежать банкротства, но Эдвин Вельте покинул свой пост. Компания сократила персонал и объём производства, и под руководством Карла Бокиша производила в дальнейшем только специальные органы для церквей. В этом же году в руководстве фирмой начал принимать участие его сын — Карл Бокиш-младший.
Последним проектом клана Вельте, просуществовавшего на рынке на протяжении более 100 лет, стал свето-звуковой орган, управляемый электрическими фотоэлементами. Один из таких органов был представлен в Берлинской филармонии в 1936 году. Это был первый в своём роде электрический музыкальный инструмент, в котором использовались отобранные образцы звуков для воспроизведения нот. Дальнейшее производство в сотрудничестве с фирмой «Телефункен» было заблокировано национал-социалистическим правительством, так как Эдвин Вельте был женат на еврейке.
В 1944 году производственный комплекс Вельте был уничтожен в результате бомбёжки. После смерти Карла Бокиша в 1952 году предприятие окончательно остановило производство, просуществовав более 120 лет.